# Stary Przylep
Stary Przylep (deutsch Alt Prilipp) ist ein Dorf in der Woiwodschaft Westpommern in Polen. Es gehört zur Gmina Warnice (Gemeinde Warnitz) im Powiat Pyrzycki (Pyritzer Kreis).

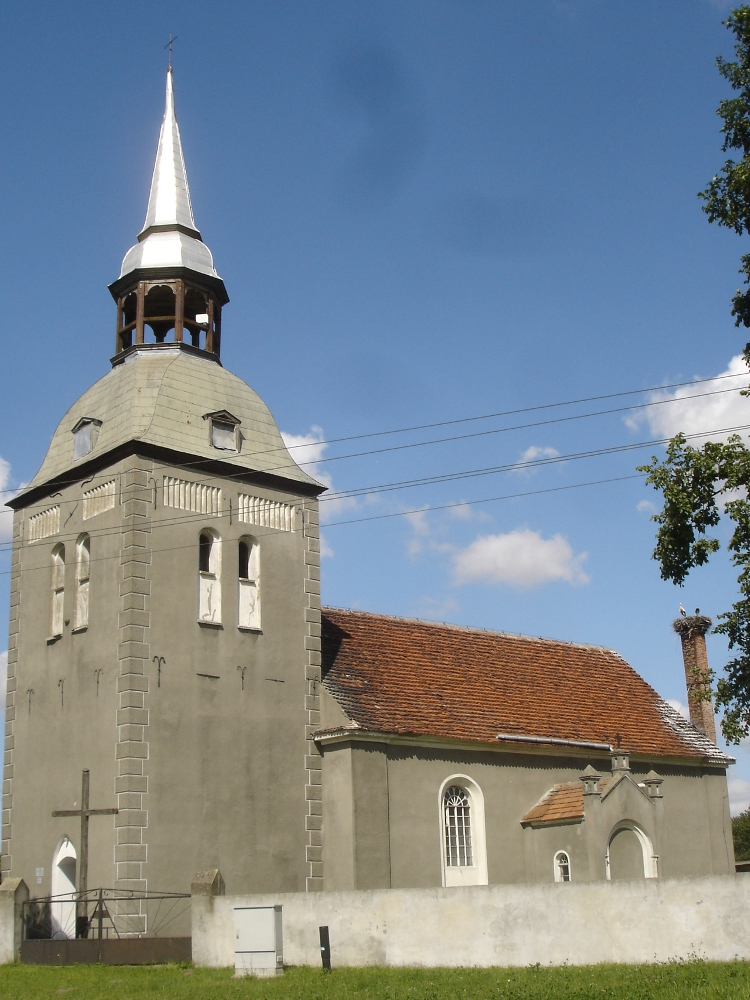
Dorfkirche (Aufnahme von 2009)

## Geographische Lage
Das Dorf liegt in Hinterpommern, etwa 35 Kilometer südöstlich von Stettin und etwa neun Kilometer nordöstlich von Pyrzyce (Pyritz).
Nachbarorte sind im Westen Czernice (Sehmsdorf), im Norden Obryta (Groß Schönfeld), im Nordosten Nowy Przylep (Neu Prilipp) und im Südosten die ineinander übergehenden Orte Cieszysław (Augusthof) und Zaborsko (Sabes).
Etwa 600 Meter vom südöstlichen Ortsrand entfernt liegt der Wohnplatz Janowo (Johannisberg).

## Geschichte
Der Ort wurde 1176 durch Herzog Kasimir I. von Pommern dem Kloster Kolbatz geschenkt. Hierzu sind zwei Urkunden überliefert, eine von Herzog Kasimir I. selber und eine von Bischof Konrad I. von Pommern. Nach dem Tode Herzog Kasimirs I. im Jahre 1180 bestätigte sein Bruder, Herzog Bogislaw I., dem Kloster Kolbatz die Schenkung. In den drei Urkunden wurde der Ort Prilep genannt. Später tauchte der Ort wiederholt in Besitzbestätigungen für das Kloster Kolbatz auf.
Im Rahmen der Regulierung der gutsherrlichen und bäuerlichen Verhältnisse (siehe: Preußische Agrarverfassung) des Dorfes Prilip wurde 1817 eine größere Landfläche an den Staat (Domänen-Fiskus) abgetreten. Auf dieser und weiteren Flächen hat der Staat ein neues Dorf gegründet, das 1820 den Namen Neu Prilip erhielt. Seitdem heißt das bisherige Prilip zur Unterscheidung Alt Prilip, später Alt Prilipp (die amtliche Festlegung der Schreibweise „Prilipp“ erfolgte im Jahre 1898) geschrieben.
Im Jahre 1832 verlegte der Besitzer des Freischulzengutes von Alt Prilip, der weiteres Land zugekauft hatte, seinen Hof aus dem Dorf heraus und erbaute sich südöstlich des Dorfes den Gutshof Johannisberg.
In Heinrich Berghaus’ Landbuch des Herzogtums Pommern (1868) wurde Alt Prilip als Pfarrkirchdorf unter den ländlichen Ortschaften im Bezirk des Domänen-Rentamts Pyritz im Pyritzer Kreis aufgeführt. Das Dorf hatte damals 495 Einwohner. Es gab das Freischulzengut Johannisberg, zu dem eine Windmühle und eine Ziegelei gehörten, 18 Bauernhöfe, vier Kossätenhöfe, ein Pfarrgehöft, die Küsterschule, eine Schmiede, einen Krug und 19 Büdner.
Vor 1945 bildete Alt Prilipp eine Landgemeinde im Kreis Pyritz der preußischen Provinz Pommern. Die Gemeinde, zu der neben Alt Prilipp noch der Wohnplatz Johannisberg gehörte, zählte im Jahre 1925 noch 498 Einwohner, im Jahre 1933 gab es 481 Einwohner und im Jahre 1939 nur noch 460 Einwohner.
Nach dem Zweiten Weltkrieg kam Alt Prilipp, wie ganz Hinterpommern, an Polen. Der Ortsname wurde zu „Stary Przylep“ polonisiert. Heute bildet das Dorf ein eigenes Schulzenamt in der Gmina Warnice (Gemeinde Warnitz).

## Persönlichkeiten: Söhne und Töchter des Ortes
- Willi Bromberger (1927–2004), deutscher Leichtathlet, DDR-Meister im 400-Meter-Lauf